# Ostheim (Malsfeld)
Ostheim ist ein Ortsteil der Gemeinde Malsfeld im nordhessischen Schwalm-Eder-Kreis.

## Geographie
Ostheim liegt etwa 4,5 km südwestlich des Malsfelder Kernorts am Schwalm-Zufluss Rhünda. Nördlich des Dorfes liegt die Ostheimer Senke, durch welche die Rhünda abfließt. Im Südosten der Gemarkung Ostheim befindet sich der 392 m hohe Hügelskopf. Südsüdwestlich liegt der Goldbergsee, ein ehemaliger Braunkohletagebau und heutiges Naturschutzgebiet. Durch das Dorf führt die Landesstraßen 3428, die westlich der Ortschaft auf die nördlich vorbeiführende L 3224 trifft. Östlich vorbei führt die Bundesautobahn 7.

## Geschichte

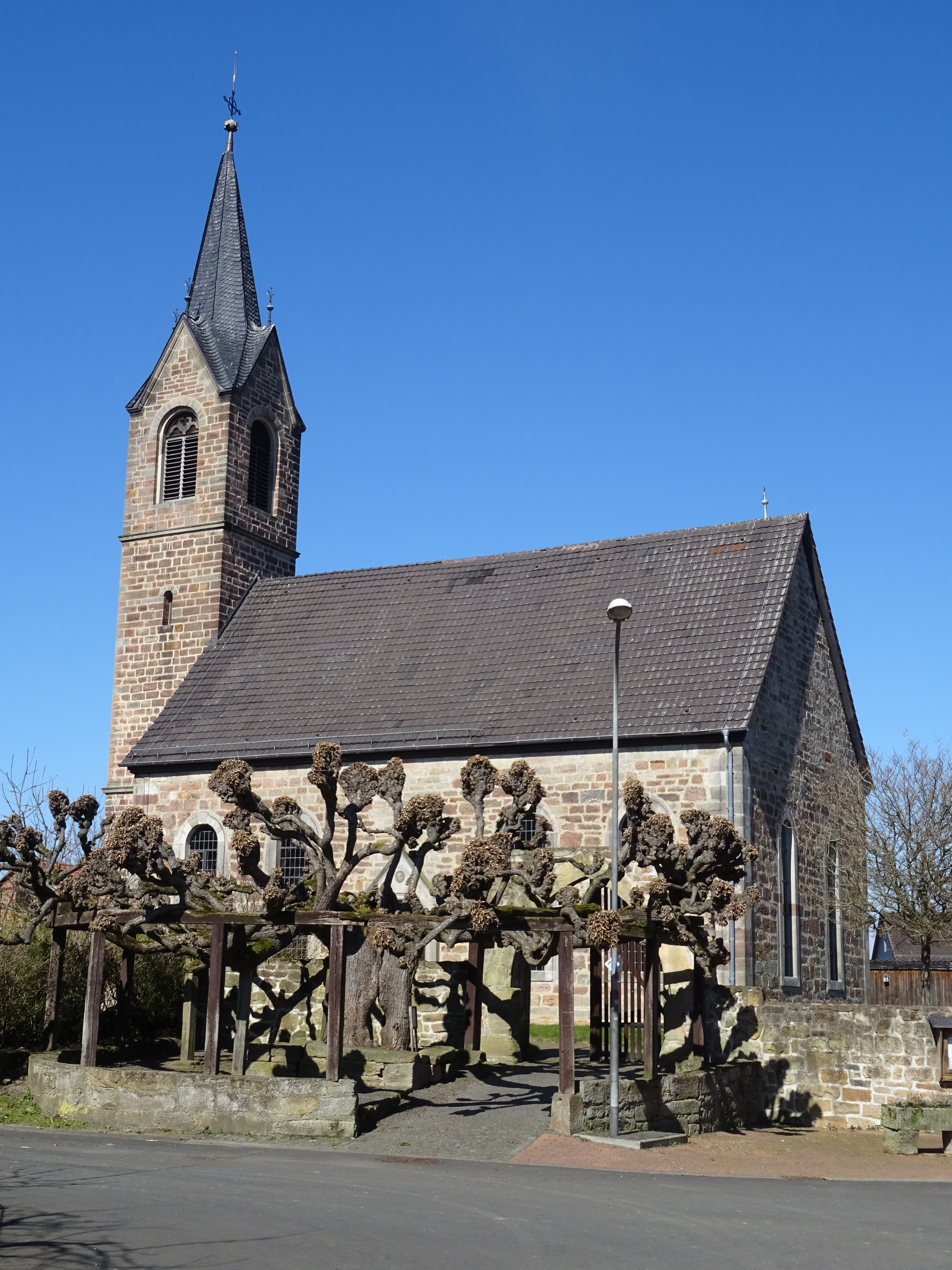
Die evangelische Kirche. Im Vordergrund die innen hohle Tanzlinde.

Der Ortsname geht auf die östliche Lage bezüglich der Hohenburg (Homberg) zurück. Die Endung -heim lässt auf eine Gründung des Dorfes durch die Franken schließen.
Die älteste bekannte Erwähnung von Ostheim erfolgte im Zeitraum von 1154 bis 1159 unter dem Namen „Ostheim“ in einer urkunde des Klosters Hasungen. Im Jahr 1376 gehörte Ostheim zum Amt Homberg, 1542 wurde es dem Amt Melsungen zugeteilt.
Zum 1. Januar 1974 wurden im Zuge der Gebietsreform in Hessen kraft Landesgesetz die bis dahin selbständigen Gemeinden Malsfeld (mit den Ortsteilen Elfershausen und Dagobertshausen), Beiseförth, Mosheim (Landkreis Fritzlar-Homberg), Ostheim und Sipperhausen (Landkreis Fritzlar-Homberg) zur neuen Großgemeinde Malsfeld zusammengeschlossen. Gleichzeitige wechselte Malsfeld in den neu errichteten Schwalm-Eder-Kreis. Als Sitz der Gemeindeverwaltung wurde Malsfeld bestimmt. Für alle ehemalig eigenständigen Gemeinden wurden Ortsbezirke mit Ortsbeirat und Ortsvorsteher nach der Hessischen Gemeindeordnung gebildet.
Im Jahre 2012 wurde das 850-jährige Bestehen des Dorfes gefeiert. Die Feierlichkeiten wurden um drei Jahre verschoben, da sich Ostheim im Jahre 2009 noch im Dorferneuerungsprogramm befand.

## Bevölkerung
Die Ostheimer Einwohner wurden in der Vergangenheit als Kohlkippen bezeichnet. Der Ursprung dieser Bezeichnung ist unbekannt.
Einwohnerstruktur 2011
Nach den Erhebungen des Zensus 2011 lebten am Stichtag dem 9. Mai 2011 in Ostheim 375 Einwohner. Darunter waren 9 (2,4 %) Ausländer.
Nach dem Lebensalter waren 75 Einwohner unter 18 Jahren, 156 zwischen 18 und 49, 84 zwischen 50 und 64 und 60 Einwohner waren älter. Die Einwohner lebten in 150 Haushalten. Davon waren 36 Singlehaushalte, 36 Paare ohne Kinder und 66 Paare mit Kindern, sowie 12 Alleinerziehende und 3 Wohngemeinschaften. In 27 Haushalten lebten ausschließlich Senioren und in 105 Haushaltungen lebten keine Senioren.
Einwohnerentwicklung
 Quelle: Historisches Ortslexikon
- 1510: 13 wehrhafte Männer
- 1585: 42 Haushaltungen
- 1747: 47 Haushaltungen

| Ostheim: Einwohnerzahlen von 1834 bis 2020 | Ostheim: Einwohnerzahlen von 1834 bis 2020 | Ostheim: Einwohnerzahlen von 1834 bis 2020 | Ostheim: Einwohnerzahlen von 1834 bis 2020 | Ostheim: Einwohnerzahlen von 1834 bis 2020 |
| --- | ------------------------------------------ | ------------------------------------------ | ------------------------------------------ | ------------------------------------------ |
| Jahr |                                            |                                            |                                            | Einwohner                                  |
| 1834 | 1834                                       |                                            | 317                                        | 317                                        |
| 1840 | 1840                                       |                                            | 374                                        | 374                                        |
| 1846 | 1846                                       |                                            | 371                                        | 371                                        |
| 1852 | 1852                                       |                                            | 354                                        | 354                                        |
| 1858 | 1858                                       |                                            | 322                                        | 322                                        |
| 1864 | 1864                                       |                                            | 329                                        | 329                                        |
| 1871 | 1871                                       |                                            | 323                                        | 323                                        |
| 1875 | 1875                                       |                                            | 329                                        | 329                                        |
| 1885 | 1885                                       |                                            | 321                                        | 321                                        |
| 1895 | 1895                                       |                                            | 302                                        | 302                                        |
| 1905 | 1905                                       |                                            | 455                                        | 455                                        |
| 1910 | 1910                                       |                                            | 443                                        | 443                                        |
| 1925 | 1925                                       |                                            | 430                                        | 430                                        |
| 1939 | 1939                                       |                                            | 451                                        | 451                                        |
| 1946 | 1946                                       |                                            | 715                                        | 715                                        |
| 1950 | 1950                                       |                                            | 643                                        | 643                                        |
| 1956 | 1956                                       |                                            | 585                                        | 585                                        |
| 1961 | 1961                                       |                                            | 528                                        | 528                                        |
| 1967 | 1967                                       |                                            | 479                                        | 479                                        |
| 1970 | 1970                                       |                                            | 479                                        | 479                                        |
| 1980 | 1980                                       |                                            | ?                                          | ?                                          |
| 1990 | 1990                                       |                                            | ?                                          | ?                                          |
| 2000 | 2000                                       |                                            | ?                                          | ?                                          |
| 2010 | 2010                                       |                                            | ?                                          | ?                                          |
| 2011 | 2011                                       |                                            | 375                                        | 375                                        |
| 2020 | 2020                                       |                                            | 376                                        | 376                                        |
| Datenquelle: Historisches Gemeindeverzeichnis für Hessen: Die Bevölkerung der Gemeinden 1834 bis 1967. Wiesbaden: Hessisches Statistisches Landesamt, 1968. Weitere Quellen: LAGIS; Zensus 2011; Gemeinde Malsfeld |                                            |                                            |                                            |                                            |

Religion
Die evangelische Kirchengemeinde Ostheim gehört seit 1585 zum Kirchspiel Sipperhausen.
Historische Religionszugehörigkeit
| • 1885: | 321 evangelische (= 100 %) Einwohner                               |
| • 1961: | 458 evangelische (= 86,74 %), 69 katholische (= 13,07 %) Einwohner |

## Wirtschaft
Im nahegelegenen interkommunalen Gewerbegebiet wurden 350 Arbeitsplätze geschaffen. In früherer Zeit arbeiteten die Einwohner zum Teil in den nahegelegenen Basaltsteinbrüchen. Bis Anfang der 1990er Jahre wurde Braunkohle im Tagebau abgebaut.